# Meu Lugar
Meu Lugar es el primer álbum en vivo de la cantante brasileña Anitta. Fue lanzado a la venta el 4 de junio de 2014 en Brasil.

## Lista de canciones
1. Porta do Centro da Terra (Entrada)
2. Não Para
3. Menina Má
4. Proposta
5. Cachorro Eu Tenho Em Casa
6. Eu Sou Assim
7. Fica Só Olhando
8. Ritmo Perfeito
9. Medley
  1. Achei
  2. Príncipe de Vento
10. Zen
11. Quem Sabe
12. Música de Amor
13. Cobertor (con Projota)
14. Mulher (con Projota)
15. Eu Vou Ficar
16. Tá na Mira
17. Meiga e Abusada
18. Na Batida
19. Movimento da Sanfoninha
20. No Meu Talento
21. Blá Blá Blá
22. Show das Poderosas

## Certificaciones
| País   | Organismo certificador | Certificación | Ventas certificadas |
| ------ | ---------------------- | ------------- | ------------------- |
| Brasil | ABPD                   | Platino       | 75 000              |

## Historial de lanzamiento
- DVD

| País   | Fecha              | Formato               | Discográfica |
| ------ | ------------------ | --------------------- | ------------ |
| Brasil | 4 de junio de 2014 | DVD, Descarga digital | Warner Music |